# Petra S. Dittrich

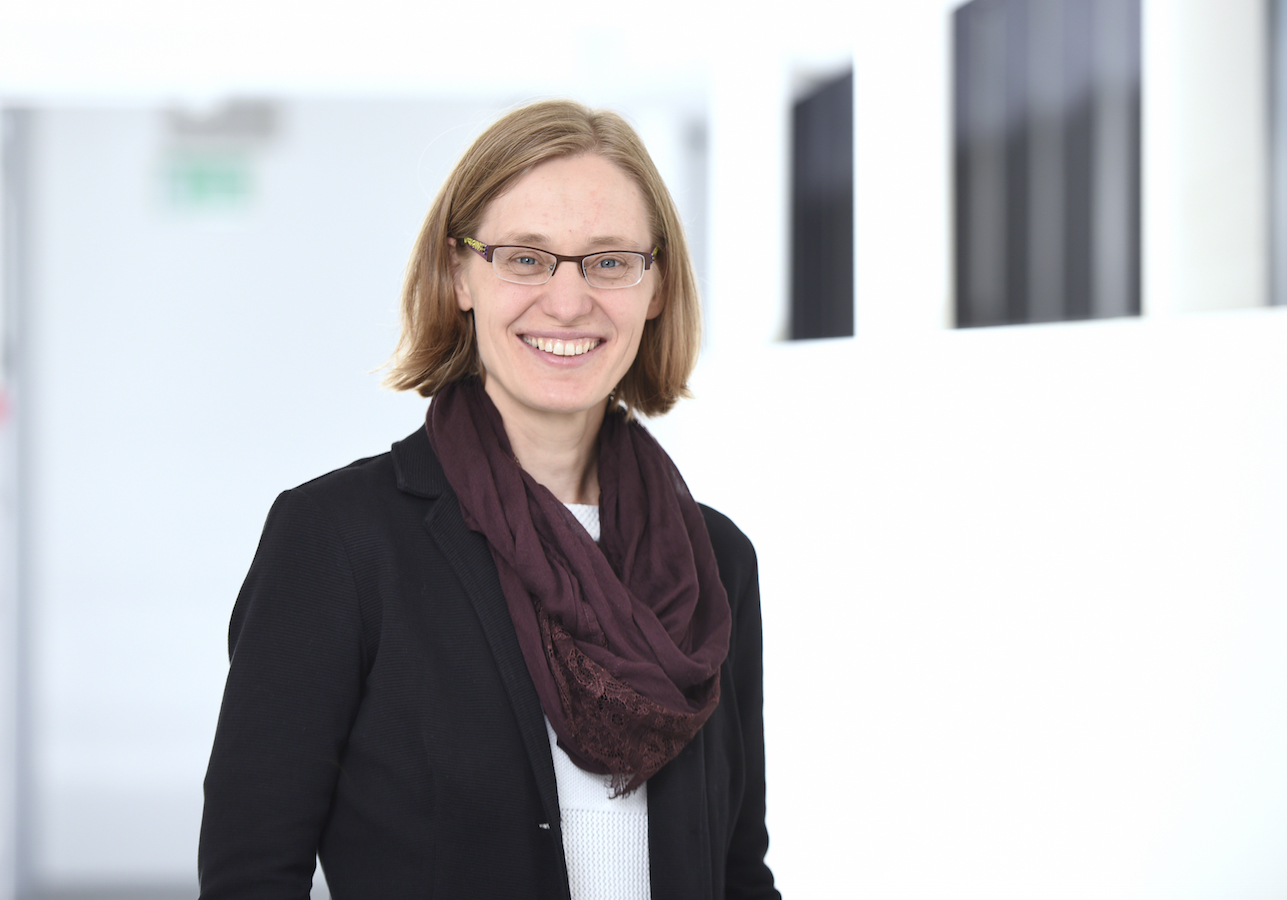
Petra Dittrich

Petra Stephanie Dittrich (* 1974 in Lingen/Ems) ist eine deutsche Chemikerin. Sie ist Professorin für Bioanalytik am Departement für Biosysteme der ETH Zürich.

## Werdegang
Petra Dittrich legte 1993 das Abitur am Franziskusgymnasium in Lingen ab und studierte anschließend Chemie an den Universitäten von Bielefeld und Salamanca. Sie erlangte 2003 ihren Doktortitel am Max-Planck-Institut für biophysikalische Chemie in Göttingen. Von 2004 bis 2008 war sie Postdoktorandin am Leibniz-Institut für Analytische Wissenschaften in Dortmund. Forschungsaufenthalte verbrachte sie an der Cornell-Universität in Ithaca (New York, USA) und an der Universität von Tokio (Japan). Sie war Stipendiatin der Studienstiftung des Deutschen Volkes, des Deutschen Akademischen Austauschdienstes (DAAD) und der Christiane-Nüsslein-Volhard-Stiftung. 2008 wurde Petra Dittrich Assistenzprofessorin am Laboratorium für Organische Chemie des Departements für Chemie und angewandte Biowissenschaften der ETH Zürich. 2014 wurde sie zur außerordentlichen Professorin für Bioanalytik am Departement Biosysteme der ETH ernannt.

### Preise und Anerkennungen
Petra Dittrich erhielt 2008 einen Starting Grant des Europäischen Forschungsrates für exzellente Nachwuchswissenschaftlerinnen und -wissenschaftler, 2010 den Analytica Forschungspreis der Gesellschaft für Biochemie und Molekularbiologie, 2015 den Heinrich-Emanuel-Merck-Preis und 2016 einen Consolidator Grant des Europäischen Forschungsrates.

## Forschung
Petra Dittrich ist eine Spezialistin für Lab-on-a-Chip-Technologien – auch Mikrofluidik genannt. In diesem Forschungsgebiet wird eine neue Generation von miniaturisierten Instrumenten (Mikrochips) entwickelt, die in analytischen, diagnostischen und medizinischen Bereichen zur Anwendung kommen. An der Schnittstelle verschiedener Fachrichtungen entwickelt Dittrichs Team Mikrochips, die große Instrumente auf kleinem Raum ersetzen. Die Mikrochips eröffnen insbesondere neue Möglichkeiten für die Einzelzellanalyse. Eine weitere Forschungsrichtung ist die Herstellung von künstlichen Zellen in Mikrochips. Mit diesen Zellmodellen können Erkenntnisse darüber gewonnen werden, wie Wirkstoffe von Zellen aufgenommen werden.